# Космос-516
Космос-516 је један од преко 2400 совјетских вјештачких сателита лансираних у оквиру програма Космос.
Космос-516 је лансиран са космодрома Тјуратам, Бајконур, СССР, 21. августа 1972. Ракета-носач је поставила сателит у орбиту око планете Земље. 